# 哈里斯敦 (伊利諾伊州)
哈里斯敦（英語：Harristown）是位於美國伊利諾伊州梅肯縣的一個村落。

## 地理
哈里斯敦的座標為39°50′34″N 89°04′10″W / 39.84278°N 89.06944°W，而該地最高點為海拔高度205米（即673英尺）。

## 人口
根據2010年美國人口普查的數據，哈里斯敦的面積為4.78平方千米，當中陸地面積為4.78平方千米，而水域面積為0.00平方千米。當地共有人口1367人，而人口密度為每平方千米285人。